# Bársonyos aranymadár
A bársonyos aranymadár (Sericulus chrysocephalus) a madarak osztályának verébalakúak (Passeriformes)  rendjébe és a lugasépítő-félék (Ptilonorhynchidae) családjába tartozó faj.

## Előfordulása
Előfordulása az esőerdőkre és egyéb erdős területekre korlátozódik, Ausztrália keleti részének esőerdeiben él, Queensland középső részétől délre egészen  Új-Dél-Walesig. Nem vonuló faj.

## Alfajai
- Sericulus chrysocephalus chrysocephalus
- Sericulus chrysocephalus rothschildi

## Megjelenése
Testhossza 24–28 centiméter. A fajnál igen erős ivari dimorfizmus figyelhető meg. A hím fekete tollazatú, jellemző bélyege a fénylő, aranysárga tollak, melyek a fejen, a nyakon, továbbá a szárnyakon találhatóak. A hímmel összevetve a tojó jelentéktelen színű, feje barna, háta olajbarna, hasoldal pedig homokszínű.
|  |  |

## Életmódja
Gyümölcsökkel és rovarokkal táplálkozik.

## Szaporodása
Szaporodási időszaka októbertől januárig tart.
A hím a tojó elcsábítására egy lugast épít, mely két párhuzamos falból áll, amelyeket földbe szúrt száraz ágak és füvek alkotnak. A lugas belső oldalát levelekből kinyomott sárga festékkel színezi. A bejárat előtt, illetve belül sárga színű bogyókat aggat a falra. A hím nem csupán lugasával (melyet folyamatosan őrizni kénytelen a többi hímtől), de viselkedésével is csábítja a tojókat. Minden hím igyekszik minél több tojót magához csalogatni.
Mindazonáltal ez a faj jóval egyszerűbb lugast épít, mint a selyemmadár, vagy a Chlamydera fajok. Azokkal ellentétben azonban a hím tollazata nagyon feltűnő, így a párválasztás során valószínűleg inkább impozáns tollazatával csábítja a tojókat.
Mint az összes lugasépítőmadár, a lugast fészekként nem használja a faj. A tojó ágakból készíti csésze alakú fészkét és levelekkel béleli ki. Két tojását egyedül költi ki 18 nap alatt. A kikelő fiókákat is a tojó neveli fel egyedül.
|  |